# Teodora Smilets de Bulgaria
Teodora Smilets (en búlgaro, serbio: Теодора Смилец, Teodora Smilec) fue una princesa búlgara y reina consorte de Serbia, la primera esposa del rey Esteban Uroš III Dečanski.
Teodora fue la segunda hija del zar de Bulgaria Smilets y su esposa bizantina, que en la historia se llama simplemente Smiltsena (en búlgaro: Смилцена, la esposa de Smilets) sin un nombre que se da, pero que era la hija del sebastocrátor Constantino Paleólogo y sobrina de Miguel VIII Paleólogo.
Teodora se casó con el príncipe heredero de Serbia Esteban Uroš (después rey) el 24 de agosto de 1296. Tuvieron dos hijos:
1. Esteban Uroš IV Dušan
2. Dusica

En 1314, el padre de su marido, Esteban Uroš II Milutin, se peleó con Esteban, y lo envió a Constantinopla para ser cegado. Teodora y la familia fueron con él y establecieron una casa allí hasta 1320 cuando se les permitió regresar. Teodora murió el 20 de diciembre de 1322 en la residencia real de Zvečan, Kosovska Mitrovica. Fue enterrada en el monasterio de la localidad de Banjska.